# Lophothericles ferreirai
Lophothericles ferreirai är en insektsart som beskrevs av Marius Descamps 1977. Lophothericles ferreirai ingår i släktet Lophothericles och familjen Thericleidae. Inga underarter finns listade i Catalogue of Life.